# Vince Papale
 (avril 2020).
Si vous disposez d'ouvrages ou d'articles de référence ou si vous connaissez des sites web de qualité traitant du thème abordé ici, merci de compléter l'article en donnant les références utiles à sa vérifiabilité et en les liant à la section « Notes et références ».
(en) Statistiques sur pro-football-reference
Vince Papale est un joueur américain de football américain né le 9 février 1946 à Glenolden (Pennsylvanie).

## Biographie

### Carrière universitaire
Universitaire de 1966 à 1968 au Saint Joseph's College de Philadelphie, il n'y joue pas au football américain, car l'établissement ne comprend pas de programme sportif pour ce sport. Il suit le programme d'athlétisme et excelle notamment en saut à la perche.

### Carrière professionnelle
Recruté par Philadelphia Bell (World Football League) en 1974 comme Wide receiver, il capte 9 passes pour un gain de 121 yards et 1 touchdown en 1974, puis une passe pour 49 yards de gain en 1975. Philadelphia Bell cesse ses activités à la fin de la saison 1975.
L'entraîneur Dick Vermeil le recrute alors pour les Eagles de Philadelphie. Papale devient ainsi la recrue la plus âgée de l'histoire de la NFL : 30 ans. Durant les trois saisons qu'il passe aux Eagles, il dispute 41 des 44 matchs au calendrier et provoque 2 fumbles. Il joue comme receveur et membre des unités spéciales. Contrairement au film il n'a jamais marqué de touch-down en NFL (La fin du films montre des images d’archives où il marque un touch-down)
Surnommé Rocky en référence au film de Stallone sorti en 1976, il est désigné capitaine des unités spéciales et élu homme de l'année par les Eagles en 1978. Le film Invincible présente une version très romancée du début de sa carrière avec les Eagles.